# Pik Semjonow-Tjan-Schanski
Der Pik Semjonow-Tjan-Schanski (russisch Пик Семёнова-Тяньшанского Pik Semjonowa-Tjanschanskogo, kirgisisch Аламүдүн чокусу Alamüdün tschokusu) ist der höchste Berg im Kirgisischen Gebirge, einem Teilgebirge des Tian Shan in Kirgisistan.
Der 4895 m (nach anderen Quellen 4875 m) hohe vergletscherte Berg befindet sich im Rajon Alamüdün im Oblus Tschüi. Die kirgisische Hauptstadt Bischkek liegt 40 km nördlich. Die Westflanke wird von der Ala-Artscha, die Ostflanke vom Alamüdün entwässert. Der in Ost-West-Richtung verlaufende Hauptkamm des Kirgisischen Gebirges befindet sich 10 km südlich.
Benannt wurde der Berg nach dem russischen Forschungsreisenden und Geographen Pjotr Petrowitsch Semjonow-Tjan-Schanski.